# جورجه یوکیچ
جورجه یوکیچ (صربی: Đorđe Jokić؛ زادهٔ ۲۰ ژانویهٔ ۱۹۸۱) بازیکن فوتبال اهل صربستان است.
از باشگاه‌هایی که در آن بازی کرده‌است می‌توان به باشگاه فوتبال بئوگراد، باشگاه فوتبال تورپدو مسکو، و باشگاه فوتبال وویوودینا اشاره کرد.
وی همچنین در تیم‌های ملی فوتبال زیر ۲۱ سال صربستان، و زیر ۲۱ سال صربستان، و صربستان و مونته‌نگرو بازی کرده‌است.